# ماكنتاير (جورجيا)
ماكنتاير (بالإنجليزية: McIntyre, Georgia)‏ هي بلدة تقع في مقاطعة ويلكينسون، جورجيا بولاية جورجيا في الولايات المتحدة. تبلغ مساحتها 13.9 (كم²)، وترتفع عن سطح البحر 79 م، بلغ عدد سكانها 650 نسمة في عام 2010 حسب إحصاء مكتب تعداد الولايات المتحدة وتصل الكثافة السكانية فيها 51.7 نسمة/كم2.

## وصلات خارجية
- The US50 - Cities and Towns in Georgia State
- Georgia Cities and Towns, Facts, Map, Flag, Colleges, Government, and More